# Велика синагога (Варшава)
Вели́ка синаго́га (пол. Wielka Synagoga) — найбільша синагога Варшави, що існувала на вулиці  Тломацькій, 7. Колись символ реформованого юдаїзму у Варшаві, зведена наприкінці XIX ст.
Урочисто відкрита 26 вересня 1878 року на свято Рош Гашана, або єврейський Новий Рік. Підірвана особисто Юрґеном Штропом 16 травня 1943 як останній із актів знищення варшавського гетто.

## Історія
У XVIII столітті в Західній Європі започатковано рух єврейського просвітництва — так звана Гаскала із центром у Берліні. Послідовники Гаскали на чолі із Мозесом Мендельсоном пропагували сучасну світську освіту, зайнятість у професіях пов'язаних не тільки із торгівлею й ремеслом, підтримували емансипацію жінок, осучаснення власної культури. Прихильники Гаскали планували відкриття у Варшаві власного молитовного дому. 1802 року синагогу  звели за тогочасною ратушею (у Палаці Яблоновських) на вулиці Даниловичівській, але вже незабаром вона виявилась замала. У 1843 на її місці збудовано нову синагогу, котра, як і попередня, вже після кільканадцяти років виявилась не достатньо великою.
Посеред освічених послідовників Гаскали було багато заможних людей — банкірів, видавців, правників і лікарів, здатних профінансувати будівництво нової синагоги. Розпочато пошук місця під будівництво.

### Перед будівництвом

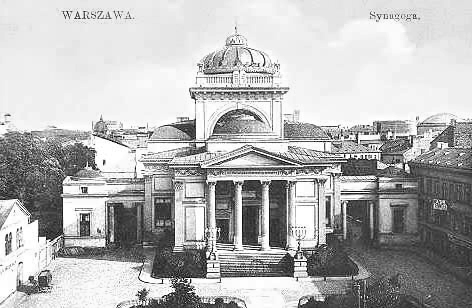
Синагога, вигляд з боку вулиці Тломацької, бічної від Алеї «Солідарності»

Пропозицію будівництва нової більшої синагоги висловив 5 вересня 1859 Людвік Натансон, член Комітету будівництва синагоги на вул. Даниловичівській, перетвореного 1870 року на Комітет будівництва синагоги. Його пропозиція відразу дістала підтримку й розпочато підготовку до збирання коштів, а також пошук репрезентативного місця під будівництво. 20 вересня 1860 комітет направив прохання до міської влади, але відповіді не отримав. У лютому 1861 року направлено чергове прохання, на яке було дано позитивну відповідь, але з умовою, що синагогу буде зведено поблизу єврейських помешкань.
Комітет подав багато пропозицій з локалізації синагоги. Пропонувалось звести її біля однієї з головних вулиць: Бєлянської, Швєнтоєрської або Довгої. Магістрат запропонував ділянку на вулиці Бєлянській, на місці давнішого палацу Коссовських, тобто в глибині ділянки, що не підійшло комітетові. Розташування синагоги при вулиці Довгій ймовірно не підходило магістратові, з огляду на припис з 1844 року, що забороняв будівництво єврейських культових споруд на відстані меншій ніж 100 сажнів (близько 170 м) від православної церкви, а власне єдина вільна ділянка знаходилась поблизу Катедральної церкви Найсвятішої Трійці. Невідомо як магістрат сприйняв пропозицію будівництва на вул. Свєнтоєрській. Черговою пропозицією від комітету було розташування синагоги на ділянці при вулиці Даниловичів, з умовою змістити її до вулиці Медової, але й тут міська влада не погодилась. Далі запропоновано розмістити на площі на розі вулиць Електоральної й Орльої, або на площі біля вулиці Королівської, однак обидва варіанти не підтримано. Остання пропозиція була на вулиці Тломацькій, де 5 травня 1872 року куплено від Юзефа Зіммлера два будинки XVII століття, що їх пізніше зруйновано, а також близько 11 тис. квадратних ліктів саду Палацу Мнішхів. Таку локалізацію влада підтримала.
22 травня 1872 року ухвалено рішення про влаштування першого архітектурного конкурсу, що розпочався 11 липня того ж року. Комітет виставив дуже високі вимоги, а вартість будівництва повинна була складати 150 тисяч рублів. Крайній термін для надсилання проектів настав 1 березня 1873 року. Прислано 6 робіт, що їх перед оцінкою виставлено в будинку Народної галереї мистецтв Захента. Першу нагороду розміром 750 рублів отримала спілка Броніслава Жоховського й Теофіла Лемке, а другу, розміром 300 рублів отримав Ян Кацпер Гойріх. Однак члени комітету відкинули ці проекти, оскільки вони відповідали не усім вимогам.
На цей конкурс надіслано дві праці, що представляли будівлі в неомавританському стилі. Ніде не опубліковані і скоріш за все не збережені. Були то праці Яна Кацпера Гойріха й Єжи Векля. Робота Гойріха у «Ізраеліті» описана під номером першим: «[...] фронтон виконаний із надзвичайним смаком, увінчаний посередині куполом, а по боках двома стрункими вежами» або під номером шостим. Проект Векля: «[...] хоч і ненагороджений, але загалом наразі визнаний найціннішим, котрий єдино з причини високої вартості не міг бути прийнятим».
Черговий архітектурний конкурс влаштовано в червні 1873 року, початково виграв проект синагоги в єгипетському стилі Станіслава Адамчевського, однак знову проект не підтримав Комітет будівництва синагоги. Зрештою замовлено проект у відомого варшавського архітектора Яна Леандро Марконі. 3 січня 1874 року проект підтримано намісником королівства генералом Федором Бергом.

### Будівництво

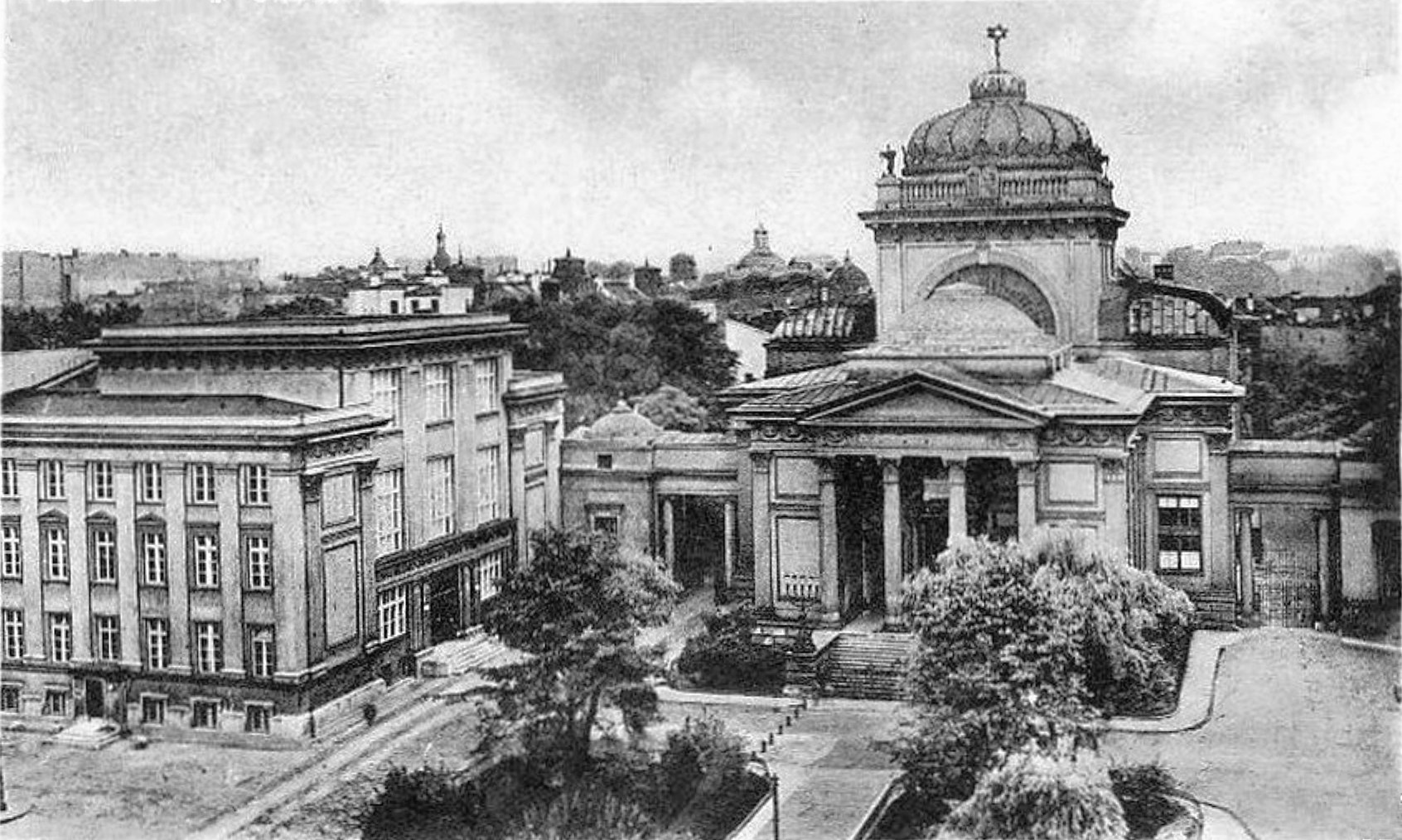
Вигляд зі сторони Тломацької

14 травня 1876 року, відбулась урочистість закладення наріжного каменя. Уже після початку будівництва в отворі фундаменту вміщено капсулу, із текстом історії синагоги польською й івритом. Усе будівництво тривало 2 роки. Постачання цегли й мурування стін виконав Казімєж Ранзов, власник німецької синагоги на Даниловичівській, що її кілька років пізніше він перебудував на театр.
Під кінець будівництва забракло грошей на завершення, але члени Комітету будівництва синагоги заохочували багатих євреїв підписуватись на іпотечні облігації, а також до пожертв у сусідніх храмах. Так вдалось зібрати відповдну суму й будівельні роботи було завершено. Повна вартість робіт становила близько 200 тис. рублів.
Досі не віднайдено архітектурних планів синагоги. Відомі лише поверхові плани партера й яруса галереї для жінок, опубліковані в третьому номері часопису «Architekt» за 1902 рік.

### Після відкриття

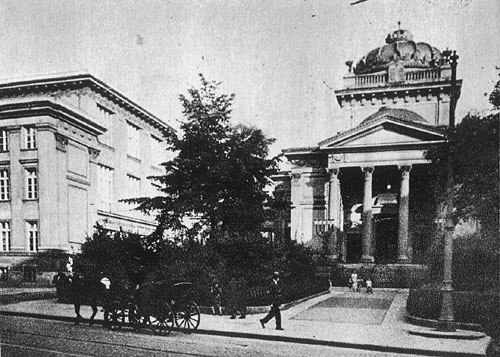
Вигляд з Тломацької, ліворуч — Єврейський історичний інститут

Урочисте відкриття синагоги відбулось 26 вересня 1878 року на свято Рош Гашана. В урочистості брали участь російський намісник граф Павло Коцебу, котрого по-польськи привітав Ісаак Цилков, що було сприйнято як згоду на виголошення проповідей польською, оскільки Коцебу не запротестував. Генрик Натансон продовжив церемонію, запаливши вічне світло перед Арон Га-кодеш.
У синагозі було влаштовано 2200 місць для сидіння. 1150 у головному залі, а також 1050 на галереї для жінок. Там знаходились також: бібліотека із дуже цінною і багатою збіркою, стародруки, а також рукописи, зокрема: «Пам'ятні книги» — різновид хронік написаних рабинами Бучача, Рогатина і т. д. За Арон Га-кодеш знаходились приміщення канцелярії, а також кімната для шлюбів. 
Синагога часом асоціювалась із всесвітньо відомим хором, котрий співав при акомпанементі органв й інших музичних інструментів. У 1922 році Мечислав Орлович писав: У пʼятницю при заході сонця під час служби (вхід дозволено й християнам), чоловіки заходять у капелюхах, жінки — на галереї, послухати доброго хору при акомпанементі органа.

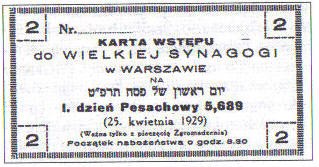
Картка для входу у синагогу 1929

У ній відбувались не тільки релігійні служби, а також з приводу отримання Польщею незалежності, ухвалення Конституції 3 травня, початку навчального року чи жалоби з приводу смерті Юзефа Пілсудського. У 1909 році перед синагогою влаштовано невеликий сквер, обсаджений кущами й деревами, оточений кованим парканом. У 20-х роках XX століття синагогу було вперше реконструйовано: відремонтовано дах, оновлено бічні фасади й частково фронтальний, укладено вхідні сходи. Роботами керував Маврикій Ґродзенський. Після завершення ремонту на стіні синагоги вміщено памʼятну таблицю такого змісту: «На хвалу єдиному Богові будівлю відновлено на 50-му році від зведення й до 10-ї річниці відновлення Речі Посполитої». 1938 року розпочато чергову реконструкцію, однак так і не завершено.

### Знищення

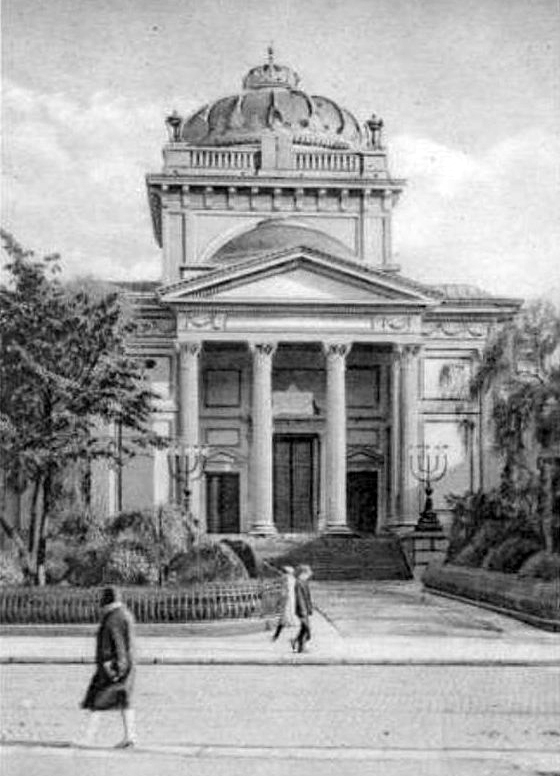

Найтрагічнішим періодом для Великої Синагоги стала Друга світова війна. У 1940 році після утворення варшавського гетто, гітлерівці взялися нищити будівлю, що знаходилась на межі гетто. В середині 1941 року синагога була вже сильно пошкоджена, в даху були численні діри, більшість майна була вивезена або понищена. Пошкоджено Капітелі і частину архітравів, Арон Га-кодеш лежав повалений на землі.
20 травня 1941 року німецька влада дала дозвіл на повторне відкриття трьох синагог і зокрема Великої Синагоги. 27 квітня Адам Черняков скликав комітет із метою зібрати кошти на ремонт і відновлення діяльності синагоги.
31 травня 1941 року в суботу перед святом Шавуот, відбулась перша служба. 1 червня о 9:30 влаштовано урочисте відкриття синагоги, на ремонт котрої витрачено значні кошти. Внесення Тори й дворазовий обхід із нею синагоги виконав особисто Адам Черняков. Під кінець дня в синагозі в кантора стався приступ паралічу і його відвезено до шпиталю. У кінці липня організовано спеціальний конкурс на посаду надкантора варшавської дільниці.
19 жовтня в синагозі відбувся концерт ораторійної музики з нагоди Місяця дитини. Виконувались численні хорові пісні на тексти Старого заповіту у виконанні Левандовського, Наумбурга, Бернстайна і Зільберца. Свої твори презентував хор синагоги під батутою Марʼяна Нойтайха, скрипаля-віртуоза Генрика Райнберга, органіст — Ізраел Файвішис, партію соло виконав бас-баритон Ґолднер.
30 березня 1942 року за дорученням Хайнца Ауерсвальда синагогу було закрито, а ключі передано до Служби порядку. Вона стала місцем дислокації євреїв, вивезених із окупованої Чехії.
У 1942 році, після зменшення площі гетто, синагога опинилась за його межами. Враховуючи велику площу приміщення, в синагозі було влаштовано магазин меблів і награбованого в євреїв майна. Магазином керував комісар варшавського гетто зі справ нерухомості Карл Набе.
Кінець існуванню синагоги настав під час кривавого придушення повстання у варшавському гетто, 16 травня 1943 року. Вона була підірвана о 20:15 особисто Юрґеном Штропом, як символ остаточної ліквідації єврейської дільниці. Після її знищення Штроп сказав:
Ефектною крапкою в справі офіційного завершення Великої Акції було висадження в повітря Великої Синагоги. Приготування тривали 10 днів. Синагога була спорудою солідно збудованою. Відповідно, аби підірвати її з першої спроби, довелось провести трудомісткі саперні й електричні роботи. Але ж чудове це було видовище! Із живописної і театральної точки зору картина була фантастична. Офіцер саперів вручив мені електричний апарат, що детонує вибухові пристрої. Я затягував хвилю очікування. Нарешті вигукнув: Хайль Гітлер! — і натиснув кнопку. Полум'яний вибух здійнявся до небес. Вражаючий звук. Казкова феєрія кольорів. Незабутня алегорія тріумфу над єврейством. Варшавське гетто припинило своє існування, бо так хотів Адольф Гітлер і Гайнріх Гімлер.

### Повоєнний період

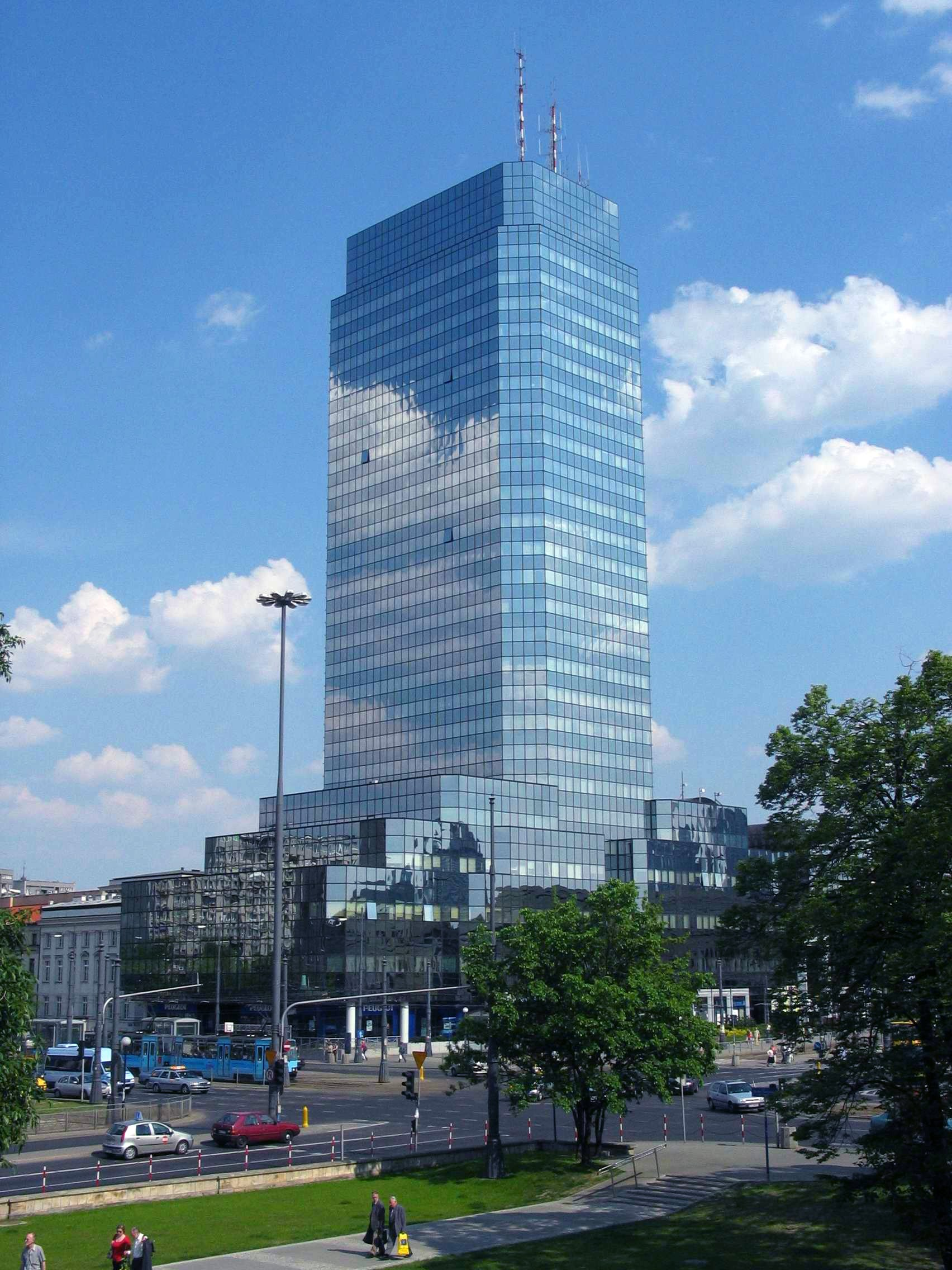
Блакитний хмарочос

Після Другої світової війни обдумувалась можливість відбудови синагоги, про що може свідчити вислів колишнього Президента Варшави Юліана Кульського: «будівля вросла у передвоєнний пейзаж міста». Незабаром однак руїни розібрано. Багато років місце стояло пусткою. У 50-х роках XX століття міська влада ухвалила рішення про будівництво на її місці хмарочоса (відомого у подальшому під назвою «Блакитний хмарочос»). Однак будівництво тривало десятиліттями, що часом пояснювали херемом накладеним рабинами. Зрештою близько 1976 року зведено стальний каркас будинку, обшито золотистою бляхою і будівництво знову завмерло, а металевий каркас залишався іржавіти. У 80-х роках XX століття у місцевій пресі були згадки про продовження будівництва. Однак справа зрушила з місця лише після підписання контракту із югославською фірмою Generalexport-Giposs. Золотисту бляху замінено на сріблясту, що відбиває барви неба, розбудовано також подіум будинку, що формами натякав на колишній будинок синагоги.
Будівництво завершено у 1991 році, що у пресі знову пов'язали із «зняттям херему задоволеними зі справи рабинами». У рамках відшкодування у 2004 році Єврейська релігійна ґміна у Варшаві отримала у хмарочосі три поверхи: XVIII, XIX і XX, у котрих розміщено офіси різних інституцій і тимчасових експозицій Єврейського історичного інституту.
Сам хмарочос знаходиться не лише на місці синагоги. Дещо зміщений на північ у напрямку Грубої Каськи подіум хмарочоса займає також місце давнього скверу перед синагогою. Змінилось також оточення синагоги — нині зі східної сторони хмарочос прилягає до Банкової площі. Будинки, що знаходились на площі Банковій мали адресу неіснуючої нині вулиці Римарської. Зʼявилась також нова вулиця — Антоніо Корацці. Поєднує вулицю Бєлінську із площею Банковою, пролягаючи через площу на місці давньої синагоги і середини колишнього Саду Мнішхів.
27 липня 1966 року до архіву Єврейського історичного інституту Гелена Вісфлог передала т. зв. «Золоту книгу» — документ, що описує найдавніший період існування синагоги. Однак під час отримання дару один із тогочасних директорів інституту — Адам Рутковський не зробив докладного опису дару у звʼязку з чим книга нині є неповною і уже не має вартості архівного документа. Тим не менш, книга є єдиним у своєму роді документом, що стосується Великої Синагоги.
У 2008 році преса розповсюдила заяву головного Рабина Полтави Йосефа-Іцхака Сегаля, що нібито в цьому українському місті може бути збудована точна копія Великої Синагоги. Збудована буде у центрі міста. Окрім місця для молитви буде там також міква і єврейська школа

## Архітектура

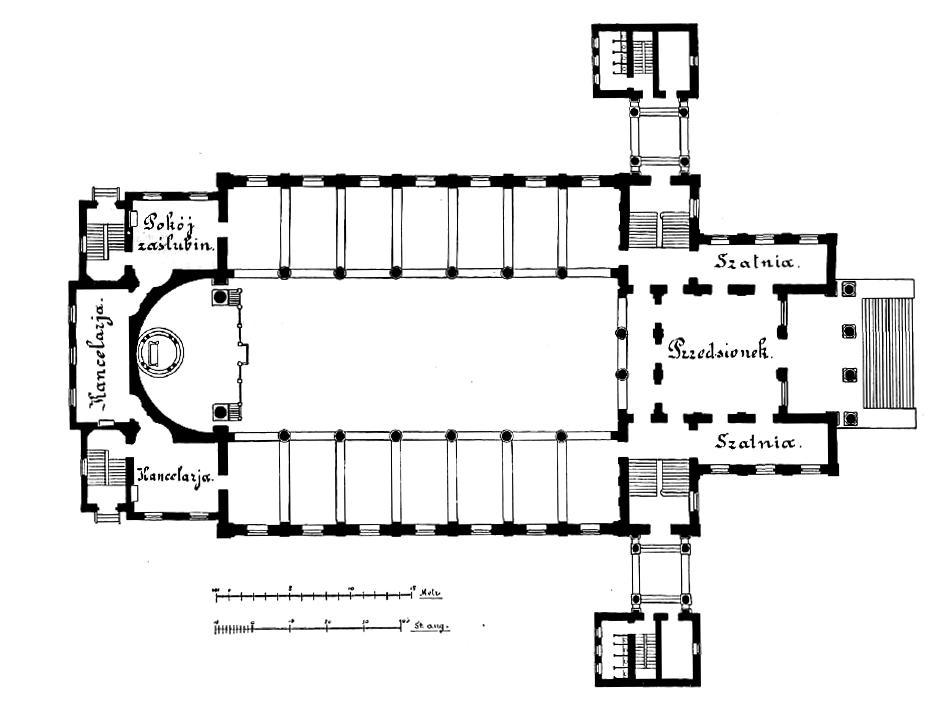
План першого поверху

Будівля синагоги у плані наближена до латинського хреста, збудована у стилі класицизму із численними елементами ампіру і ренесансу. Вхід зроблено через великий класицистичний чотириколонний портик на фасаді із позолоченим написом івритом на фризі: імʼя, котре в цьому наметі загостило, імʼя Всевишнього, нехай зробить так, щоб поселились поміж нас любов та братерство, спокій і згода. Обабіч входу знаходились нетипові пʼятираменні менори. Над головним входом розміщено напис польською: На хвалу єдиному Богові за панування Олександра II Царя Усієї Росії Короля Польського, напис критикований багатьма мешканцями Варшави.
Головний корпус був перекритий вальмовим дахом із опертим на трьох перших від входу пряслах квадратним бельведером, оточеним балюстрадою в наріжниках котрої стояли невеликі скульптури, а від фронту стояли дві таблиці Декалогу, завершені куполом, котрий оточувала корона, що мало символізувати головну, домінуючу і найбільшу синагогу Варшави. Довжина усієї будівлі становила 64 метри. На вершині синагоги знаходилась мідна позолочена куля в котрій знаходилась розповідь про перебіг будівництва синагоги і її описання, дар Генрика Рейхмана.
Далі з передсіння чоловіки переходили до великої молитовної зали на партері, жінки ж — на галерею по її боках. Напроти входу знаходилось підвищення, по боках котрого стояли дві коринфські колони, котрі повинні були нагадувати колони, при вході до Єрусалимського Храму, описаного у Біблії.
Головна молитовна зала зведена прямокутною в плані розміром 29 на 33 метри. Бокові нави мали ширину 8,5 метри, середня нава — 10,5 метри. До головної зали провадило квадратне передсіння зі сторонами розміром 17,5 метрів, по боках котрого знаходились гардероби. Ззовні передсіння було завершене пласким куполом.

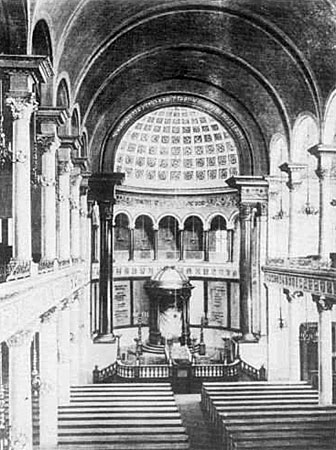
Інтерʼєр синагоги

Середня нава була перекрита півциліндричним склепінням, замкненим псевдороманською апсидою, перекритою чвертьсферичним перекриттям. Апсида мала два поверхи клуатрів призначених для хору. Бокові нави поділені двоярусною аркадою шириною 2/3 від середньої нави, були перекриті циліндричними склепіннями із галереями для жінок опертими на коринфські колони із амфітеатральним укладом лавок.
У місці з'єднанная середньої нави із апсидою знаходилась арка оперта на гладких колонах із коринфськими капітелями, що символізують Яхін і Боаз, котрі раніше фланкували вхід до Святині Єрусалимської. На луку розміщено напис, що стосується Мудрості: Її дороги улюбленими дорогами, до щастя ведуть усі її стежки (Притчі 3, 17—18). Поміж чашею склепіння апсиди і аркадами хору уміщено інвокацію: Слухай, Ізраїлю, Господь є нашим Богом, Бог — єдиний, де двічі вписано ім'я Бога — JHWH, чим створено ситуацію, неприйнятну для більшості варшавських євреїв, котрі не мали права вимовляти і писати ім'я Бога, котре замінювали зазвичай скороченням — подвійною літерою J.
Синагога мала дуже багате оснащення. Арон Га-кодеш, подарований родиною Натансонів, був виконаний із кедра, привезеного спеціально з Лівану. Ковчег завішено чудовими червоними і білими, багато гаптованими парохетами витканими золотом і сріблом. Вирізьблена в дерева Ґундерлахом біма, подарована Матіасом Берсоном. Пульпіт стояв відразу перед аркою. Настил біми прикрив оздоблений килим складений із квадратів, витканий ініціалами Папроцьких — внучок Антонія Ейсенбаума. Над нішею, в котрій знаходився ковчег, знаходився вхід для хору у вигляді невеликої аркадної галереї.
Оскільки навіть іззовні синагога викликала багато зауважень, інтер'єр породжував ще більший подив:
Екстер'єр оздоблений тільки бронзовими свічниками і балюстрадами на галереях, довкола святині, своєю простотою повинен імпонувати. Наближаючись до середини, червоні і білі заслони, виткані золотом  сріблом, кедрові арки, мармурові таблиці з написами вівтаря, свічників і лампи, робить правдиве релігійне враження — відчуваєш, що знаходишся у святині

## Відомі особи повʼязані із синагогою

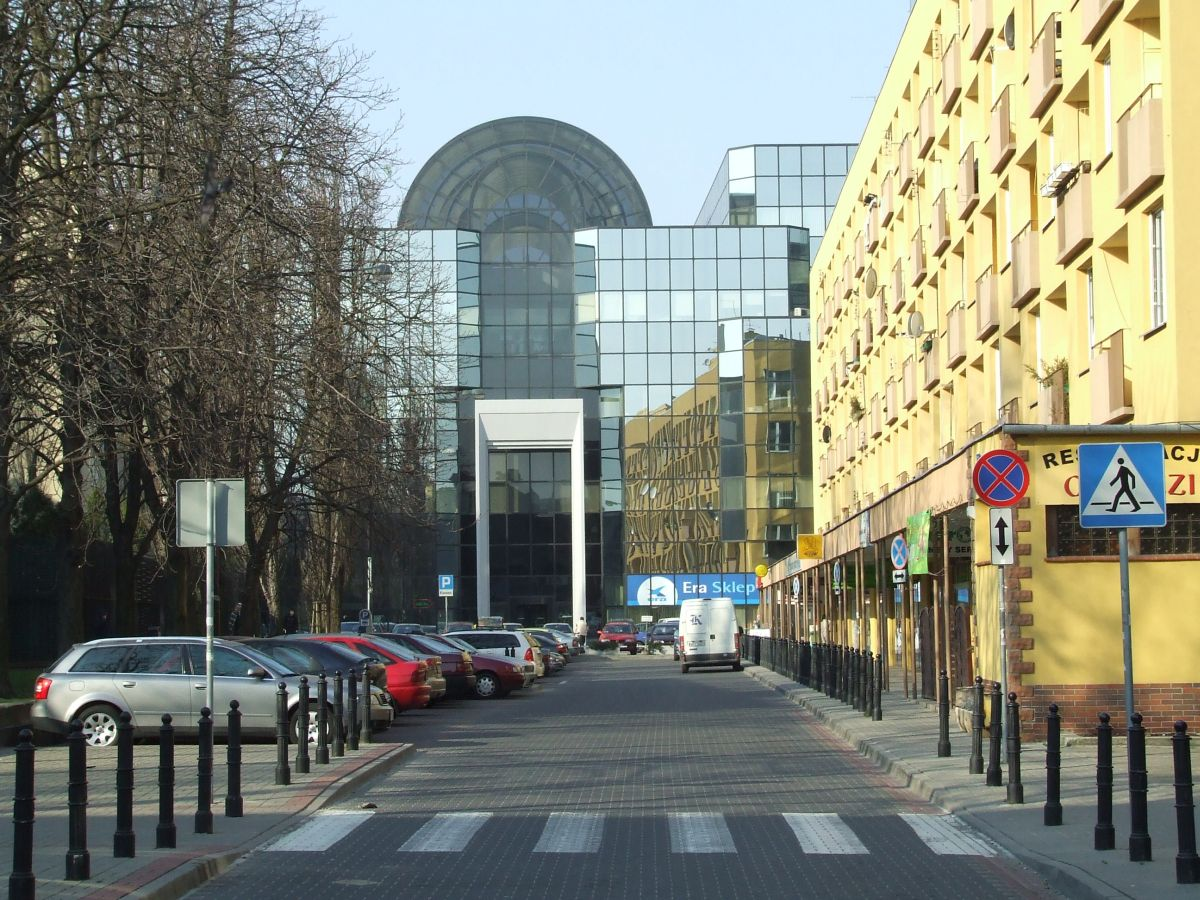
Блакитний хмарочос зі сторони вулиці А. Корацці, частина подіуму хмарочоса на місці синагоги

- Мозес Шорр — в 1923—1939 головний рабин і скарбник синагоги
- Самуель Познанський — головний рабін і скарбник синагоги
- Ісаак Цилков — скарбник, перший рабін синагоги, перекладач.
- Абрахам Цві Давидович — багатолітній диригент хору синагоги.
- Давид Айзенштадт — диригент хору синагоги
- Пінхас Шерман — надкантор синагоги
- Ґершон Сірота — надкантор синагоги
- Шимон Ґрицендлер — надкантор синагоги
- Франциск Салези Левенталь — член комітету будівництва і один із фундаторів синагоги.
- Якуб Натансон — польський хімік, один із головних фундаторів синагоги.
- Давид Фольман — бібліотекар синагоги.
- Юзеф Хіршович — член правління синагоги.